# خباري
خباري جمع خبراء،  وهي أرض تجمع الماء وتحتفظ به لمدة طويلة، و تنقع بالماء بشكل ملحوظ، يعرفها أهل البادية.